# Digital Fabricator
Ein Digital Fabricator (kurz Fabber) ist allgemein ein Gerät, das materielle, 3-dimensionale Gegenstände aus auf Computern generierten CAD-Daten erzeugt.
Grundlegende Klassen dieses Maschinentyps sind subtraktive Fabrikatoren, die den gewünschten Gegenstand durch Abtragen bzw. Abtrennen von Material herstellen – wie Fräsen, Drehen, Schneiden, z. B. mit CNC-Maschinen – und additive Fabrikatoren, die den Gegenstand aus dem Grundwerkstoff aufbauen, insbesondere 3D-Drucker.
Die Entwicklung von 3D-Druckern stellt in der Arbeitswelt einen gewaltigen Wandel hin zu einer nachhaltigeren Produktion dar und kann ein jahrhundertealtes Prinzip beenden, nämlich Produkte aus Rohlingen und mit großen Materialabfällen und Verschnittmengen herzustellen. 3D-Drucker setzen nur so viel Material ein, wie tatsächlich benötigt wird. „Je kleiner die Stückzahl und je komplizierter das gewünschte Bauteil geformt sei, desto eher rechnet sich der 3D-Druck“.

## Klassifizierung

### Funktional
- Subtraktive Fabber: Der Gegenstand wird aus einem massiven Block durch Abtragen von Material mittels Fräsen, Drehen, elektrischer Verfahren wie Funkenerodieren o. ä. erzeugt. Diese älteste Gruppe von Fabbern zählt zu den CNC-Maschinen.
- Additive Fabber: Der Gegenstand wird durch sukzessives Hinzufügen oder Ablagern von Material erzeugt.
  - Stereolithografie-Drucker: Ein fokussierter UV-Lichtstrahl erhärtet die Oberfläche in einem Kunstharzbad  schichtweise.[1]
  - Laser-Sinter: Ein Laserstrahl schmilzt/schweißt zu Pulver zermahlenes Material schichtweise zusammen.
- Formende Fabber: Das Material wird durch Anwendung äußerer Kräfte zum Gegenstand geformt, es wird weder Material entfernt noch hinzugefügt.
- Hybride Fabber: Kombination mehrerer vorangehender Verfahren.

### Anwendungsbezogen
- 3D-Drucker: Durch Bindemittel schnell aushärtendes Material (je nach Anwendungsbereich Kunststoffe, Gips, Pulver für Metalle oder Glas, Silber, Kobaltchrom, Mineralstaub, Sand etc.) wird additiv Schicht für Schicht (Schichtstärke im Mikrometerbereich bis ca. 1 – 2 mm) gespritzt (Beispiele aus[1]). Der Ausdruck ist innerhalb weniger Stunden verfügbar. Moderne 3D-Drucker können sogar farbige Modelle in 24 bit Farbtiefe erstellen.
- Preise:  Im Jahre 2006 lag der Einstiegspreis von Geräten, die keine giftigen Gase mehr ausströmen und als Netzwerkdrucker angesprochen werden, bei 16.000 Euro. Bereits 2007 haben einzelne Firmen entsprechende Geräte für unter 4.000 Euro[2] angeboten. Im Dezember 2011 waren Kunststoffdrucker für den Hausgebrauch ab 1.000 Euro zu haben.[1] 2015 ist der erste 3D-Drucker für unter 400 € auf dem Markt gekommen.[3]
- Den Einsatzbereichen scheinen kaum mehr Grenzen gesetzt. Bekannt sind (nach[1]) z. B.: Zahnersatzherstellung, Flugzeugbau, Modellbau, Schmuckherstellung, Spielzeug. Ein italienischer Bauingenieur habe bereits Pläne, seine 'D-Shape' genannte Maschine für den Hausbau einzusetzen, Sitzbänke aus Sandstein und ein Gartenhaus habe er bereits 'gedruckt'.
- Personal Fabricator bzw. Personal Fabber: Kann als massentauglicher 3D-Drucker analog zum Personal Computer neben dem Schreibtisch stehen. Mehrere Spezialunternehmen bieten auch das Herstellen von 3D-Produkten im Service an.

Am 29. September 2006 nahm der erste Online-Shop für 3D-Drucke Deutschlands seinen Betrieb auf.
Eine neuere Entwicklung auf dem Gebiet stellen die als Open Source Hardware entwickelten Projekte RepRap und MakerBot dar. Beide Projekte haben sich zur Aufgabe gemacht, die Entwicklung massentauglicher additiver digitaler Fabricatoren voranzutreiben.